# Miguel de Sousa Melo e Alvim
Miguel de Sousa Melo e Alvim CvNSC (Quinta da Olaia, Ourém, 9 de março de 1784 — Rio de Janeiro, 8 de outubro de 1855) foi um militar e político luso-brasileiro.

## Vida
Filho de Antônio de Sousa de Melo e Alvim e de Maria Bárbara da Silva Torres. Casou com Maurícia Elisa de Proença e Meneses, consórcio do qual nasceram, dentre outros, Francisco Cordeiro Torres e Alvim, João de Sousa Melo e Alvim e Júlio Henrique de Melo e Alvim.

## Carreira
Foi chefe-de-esquadra, posto correspondente atualmente ao de vice-almirante, de 15 de julho de 1841 a 13 de janeiro de 1842.
Antes de fixar-se no Brasil, em 1807, serviu na Armada Portuguesa.
Foi ajudante-de-ordens do governador da Capitania de Santa Catarina, João Vieira Tovar e Albuquerque.
Foi ministro e secretário de Estado dos Negócios da Marinha, de 16 de junho de 1828 a 4 de dezembro de 1829, e conselheiro do Império em 1855.
Foi presidente da província de Santa Catarina, nomeado por carta imperial de 12 de dezembro de 1829, de 14 de janeiro de 1830 a 22 de abril de 1831, tendo o vice-presidente comendador Francisco Luís do Livramento concluído o cargo em 6 de agosto do mesmo ano. Presidiu também a província de São Paulo, de 15 de julho de 1841 a 13 de janeiro de 1842.
Foi deputado à Assembleia Legislativa Provincial de Santa Catarina na 1ª legislatura (1835 — 1837), na 2ª legislatura (1838 — 1839), na 3ª legislatura (1840 — 1841), e na 4ª legislatura (1842 — 1843).
Foi condecorado com o hábito da Ordem de Avis (1812), cavaleiro da Ordem de Nossa Senhora da Conceição de Vila Viçosa (1819), comendador da Imperial Ordem de São Bento de Avis (1828), dignitário da Imperial Ordem da Rosa (1829), grande-dignitário da Imperial Ordem da Rosa (1841) e comendador da Ordem da Torre e Espada (1850).